# Maria von Eicken

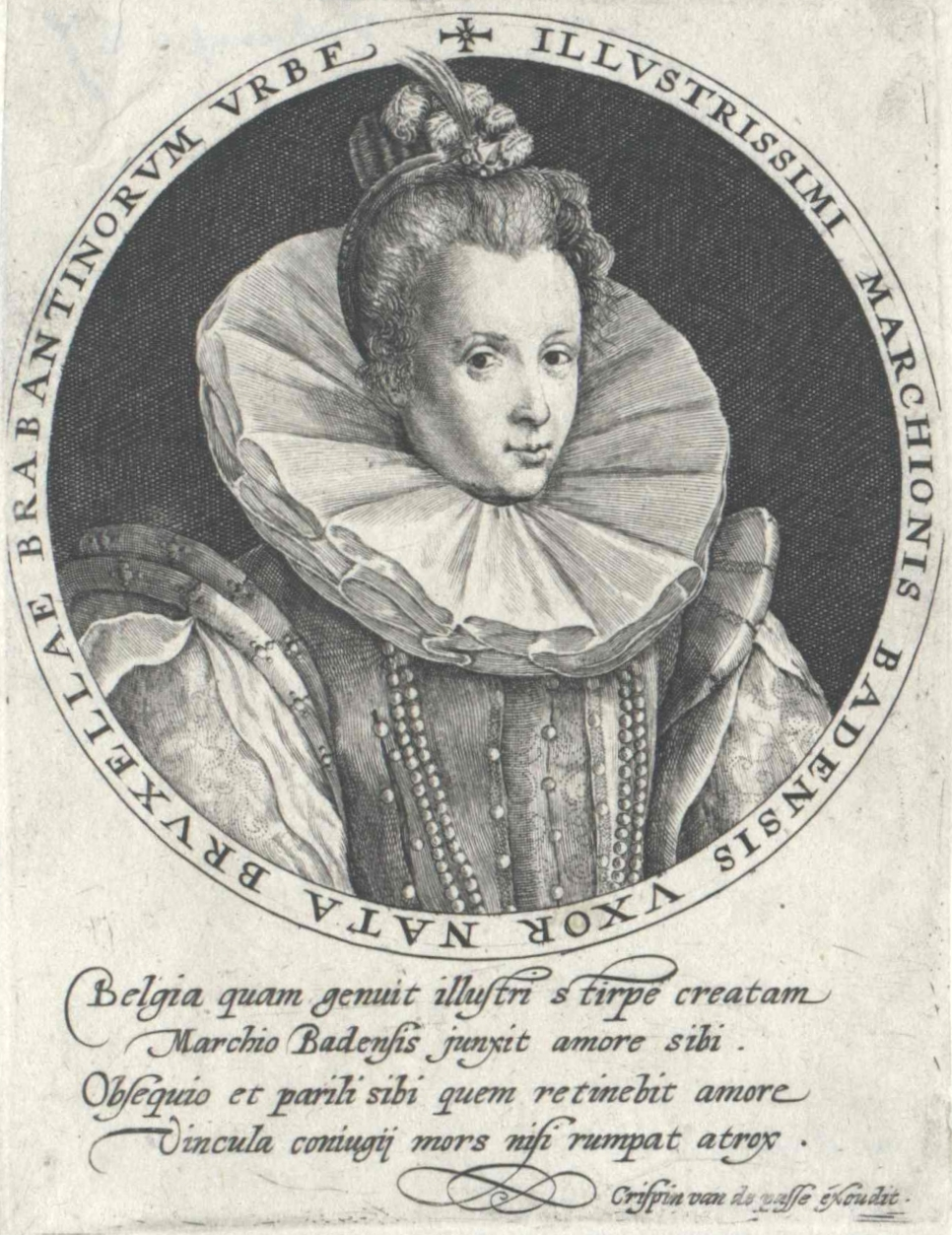
Maria von Eicken, Stich von Crispin de Passe dem Älteren

Maria von (van) Eicken, Freiin von Riviere (* 1571 in Brüssel; † 21. April 1636 im Kloster Engelport), war die Ehefrau des Markgrafen Eduard Fortunat von Baden.

## Leben

Wappen derer von Eicken/van Eycken

Sie wurde in Brüssel als Tochter von Jobst von Eicken (auch: Jodocus oder Joost van Eycken; Jodok von Eyken, Herr in Ganshoven und Rivieren) und Barbara van Moll (von Moll, Freiin von Hochforst) geboren. Gabriel Bucelinus führt ihre adlige Stammreihe bis auf Lambertus de Eycke sive Vander Eycke dictus Vanden Bossche im Jahr 1360 zurück. Doch wurde ihre Abstammung Ende des 18. Jahrhunderts auch angezweifelt. So war angeblich nicht sicher, ob ihr Vater der alte Jobst von Eicken, der Hofmarschall des Prinzen von Oranien und Gouverneur von Breda, war,
und ihre Mutter soll gar ein Bastard gewesen sein.
Sie hielt sich mit ihrer Mutter und ihren Schwestern lange in Brüssel auf und war erst Kammerjungfer im Haushalt eines Monsieur Burs, der sie „aber lieber als seine Frau denn als seine Cammer-Jungfer ansah.“ Dann kam sie zu Brüssel in das Frauenzimmer der Mutter des Herzogs von Parma, der unehelichen Kaisertochter Margarethe von Parma. Dort lernte sie den Markgrafen Eduard Fortunat von Baden kennen.
Am 13. März 1591 heiratete der Markgraf in Brüssel die nicht standesgemäße Maria von Eicken in einer Scheinehe. Vor der Geburt des zweiten Kindes bestand die Braut auf einer korrekten Hochzeit, die am 14. Mai 1593 stattfand.
Wie schon ihr Ehemann im Jahre 1600 – er wurde erst zwischen 1622 und 1631 in die Stiftskirche zu Baden–Baden überführt –, wurde auch Maria van Eicken 1636 im Kloster Maria Engelport beerdigt, ebenso 1654 die einzige Tochter.
Maria und Eduard Fortunat hatten folgende Kinder, die von seinem Vetter Ernst Friedrich von Baden–Durlach, der die Markgrafschaft Baden–Baden zeitweise besetzt hatte, nie anerkannt wurden (dabei wurde aber keine „unstandesgemäße Ehe“ der Eltern behauptet, also eine morganatische Ehe, vielmehr wurde das Vorhandensein einer gültigen Ehe bezweifelt, und somit die landesherrliche Nachfolgeberechtigung; für den kaiserlichen Reichshofrat war hingegen die Ehelichkeit und Stiftfähigkeit, auf Grund der ungleichen Ehe die landesherrliche Sukzessionsfähigkeit, zunächst nicht, 1622 vom Kaiser aber doch gegeben (um die katholische Partei zu stärken)):
- Anna Marie Lukretia (* 1592 Murano; † 1654 Kastellaun)
- Markgraf Wilhelm (1593–1677)
- Hermann Fortunat  (1595–1665)
- Albert Karl (* 1598 Kastellaun; † 1626 Schloss Hundschloss), durch ein Versehen hat er sich selbst erschossen.